# Moussa Diaby
Moussa Diaby (Parijs, 7 juli 1999) is een Frans voetballer die doorgaans als aanvaller speelt. Hij verruilde Bayer Leverkusen in de zomer van 2023 voor Aston Villa. Diaby debuteerde in 2021 in het Frans voetbalelftal.

## Clubcarrière

### Paris Saint-Germain
Diaby stroomde door vanuit de jeugd van Paris Saint-Germain. Voor hij daar debuteerde verhuurde de Franse club hem in januari 2018 voor zes maanden aan Crotone. Hij debuteerde op 14 april 2018 in de Serie A, tegen Genoa CFC. Hij speelde slechts twee wedstrijden voor Crotone. Vervolgens keerde hij terug bij PSG. Daar maakte hij op 12 augustus tegen SM Caen zijn debuut. Op 14 september was hij tegen AS Saint-Étienne zijn eerste doelpunt voor PSG en in het profvoetbal. Op 20 oktober was hij goed voor een goal en een assist in een 5-0 overwinning op Amiens SC. Vier dagen later maakte hij tegen SSC Napoli zijn debuut in de Champions League. Dat seizoen werd hij kampioen met Paris Saint-Germain. In alle competities kwam Diaby tot vier goals en zeven assists in 34 wedstrijden.

### Bayer Leverkusen
Diaby tekende in juli 2019 voor vijf jaar bij Bayer Leverkusen, dat 15 miljoen euro voor hem betaalde aan Paris Saint-Germain. Hier maakte hij op 24 augustus zijn debuut tegen Fortuna Düsseldorf. Op 23 november scoorde hij tegen SC Freiburg zijn eerste goal voor Bayer Leverkusen. Hij kwam in zijn eerste seizoen tot acht goals en acht assists in 39 wedstrijden.
In zijn tweede seizoen in Duitsland groeide hij uit tot onbetwist basisspeler. Hij krikte bovendien zijn cijfers op naar tien goals en vijftien assists. Diaby speelde in zijn jaren bij Leverkusen in de subtop van de Bundesliga, onder Bayern München, Borussia Dortmund en RB Leipzig, maar ieder seizoen hoog genoeg voor rechtstreekse plaatsing voor de Europa League. 
Seizoen 2021/22 was daarop een uitzondering. Toen werden Diaby en Leverkusen derde en plaatsten ze zich voor de Champions League. Hijzelf had dat jaar scorend ook een uitzonderlijk jaar. Met dertien doelpunten werd hij achtste op de Duitse topscorerslijst. Daarvoor maakte hij er nooit meer dan vijf in een seizoen. In alle competities eindigde Diaby op liefst 17 goals en 14 assists. Diaby speelde in vier seizoenen bij Leverkusen 125 wedstrijden in de Bundesliga, waarvan 111 vanaf de aftrap. Daarin kwam hij tot 49 goals en 48 assists.

### Aston Villa
Diaby verruilde Bayer Leverkusen in juli 2023 voor Aston Villa. Dat betaalde naar verluidt circa 60 miljoen euro voor hem aan de Duitse club. Daarmee werd hij de duurste aankoop ooit voor Aston Villa. Hij werd voor vijf seizoenen vastgelegd tot de zomer van 2028. Hij ging in Engeland spelen met rugnummer 19. Hij maakte op 12 augustus zijn debuut voor Aston Villa in een 5-1 nederlaag tegen Newcastle United. Wel was hij verantwoordelijk voor de eerste Villa-goal van het seizoen en zijn eerste voor de club. 
In zijn eerste seizoen in Engeland speelde Diaby liefst 54 wedstrijden in alle competities: hij miste slechts één wedstrijd in alle competities. Daarin was hij goed voor tien goals en negen assists. Bovendien behaalde hij met Aston Villa de halve finale van de UEFA Europa Conference League en werd hij vierde in de Premier League, wat deelname aan de Champions League betekende.

## Clubstatistieken
| Seizoen | Club             | Competitie     | Competitie | Competitie | Competitie | Beker | Beker | Beker | Internationaal | Internationaal | Internationaal | Totaal | Totaal | Totaal |
| Seizoen | Club             | Competitie     | Wed.       | Dlp.       | Ass.       | Wed.  | Dlp.  | Ass.  | Wed.           | Dlp.           | Ass.           | Wed.   | Dlp.   | Ass.   |
| ------- | ---------------- | -------------- | ---------- | ---------- | ---------- | ----- | ----- | ----- | -------------- | -------------- | -------------- | ------ | ------ | ------ |
| 2017/18 | → Crotone        | Serie A        | 2          | 0          | 0          | 0     | 0     | 0     | —              | —              | —              | 2      | 0      | 0      |
| 2018/19 | PSG              | Ligue 1        | 25         | 2          | 6          | 8     | 2     | 1     | 1              | 0              | 0              | 34     | 4      | 7      |
| 2019/20 | Bayer Leverkusen | Bundesliga     | 28         | 5          | 5          | 5     | 2     | 1     | 6              | 1              | 2              | 39     | 8      | 8      |
| 2020/21 | Bayer Leverkusen | Bundesliga     | 32         | 4          | 12         | 3     | 2     | 0     | 8              | 4              | 3              | 43     | 10     | 15     |
| 2021/22 | Bayer Leverkusen | Bundesliga     | 32         | 13         | 12         | 2     | 0     | 0     | 8              | 4              | 2              | 42     | 17     | 14     |
| 2022/23 | Bayer Leverkusen | Bundesliga     | 33         | 9          | 9          | 1     | 0     | 1     | 14             | 5              | 1              | 48     | 14     | 11     |
| 2023/24 | Aston Villa      | Premier League | 38         | 6          | 8          | 3     | 1     | 0     | 12             | 3              | 1              | 54     | 10     | 9      |
| TOTAAL  | TOTAAL           | TOTAAL         | 152        | 33         | 44         | 19    | 6     | 3     | 37             | 14             | 8              | 208    | 53     | 59     |

Bijgewerkt t/m 24 mei 2024.

## Erelijst
| Kampioen Ligue 1 | 1x | 2018/19 |

## Interlandcarrière

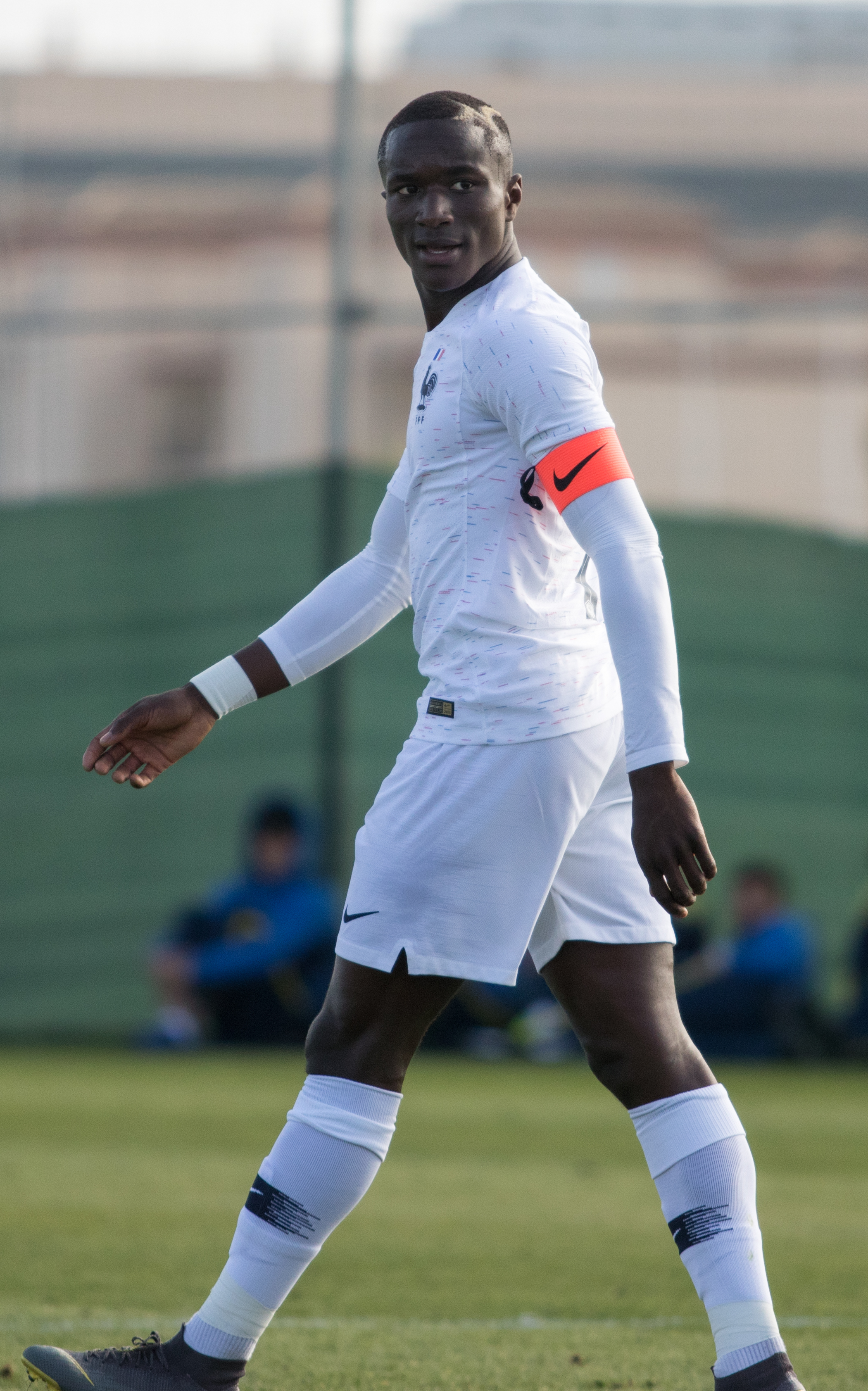
Diaby in 2019

Diaby maakte deel uit van verschillende Franse nationale jeugdselecties. Hij was met Frankrijk –19 actief op het EK –19 van 2018 en met Frankrijk –20 op het WK –20 van 2019. Diaby debuteerde op 1 september 2021 in het Frans voetbalelftal. Bondscoach Didier Deschamps liet hem toen een minuut voor tijd invallen voor Kylian Mbappé tijdens een WK-kwalificatiewedstrijd tegen Bosnië & Herzegovina. Hij speelde daarna nog verschillende WK-kwalificatiewedstrijden en ook interlands in het kader van de UEFA Nations League.